# ویلهلمینای هلند
ویلهلمینای هلند (انگلیسی: Wilhelmina of the Netherlands؛ زاده ۳۱ اوت ۱۸۸۰ درگذشته ۲۸ نوامبر ۱۹۶۲) چهارمین فرزند و تنها دختر ویلم سوم پادشاه هلند بود که به دلیل مرگ تمام برادرهایش در زمان زندگی ویلیام سوم، به مقام سلطنت هلند رسید. وی از سال ۱۸۹۰ و بعد از مرگ پدرش تا سال ۱۹۴۸ که به نفع فرزندش یویلیانا از مقام خود استعفا کرد، مقام ملکه هلند را در اختیار داشت.